# Moucherolle à ventre roux
Sayornis saya
Ne doit pas être confondu avec Moucherolle à ventre fauve, Moucherolle à ventre jaune, Moucherolle à ventre blanc, Moucherolle à ventre neigeux ou Moucherolle à croupion roux.
Espèce
Statut de conservation UICN

 LC  : Préoccupation mineure
La moucherolle à ventre roux (Sayornis saya) est une espèce d'oiseaux de la famille des Tyrannidae.

## Description

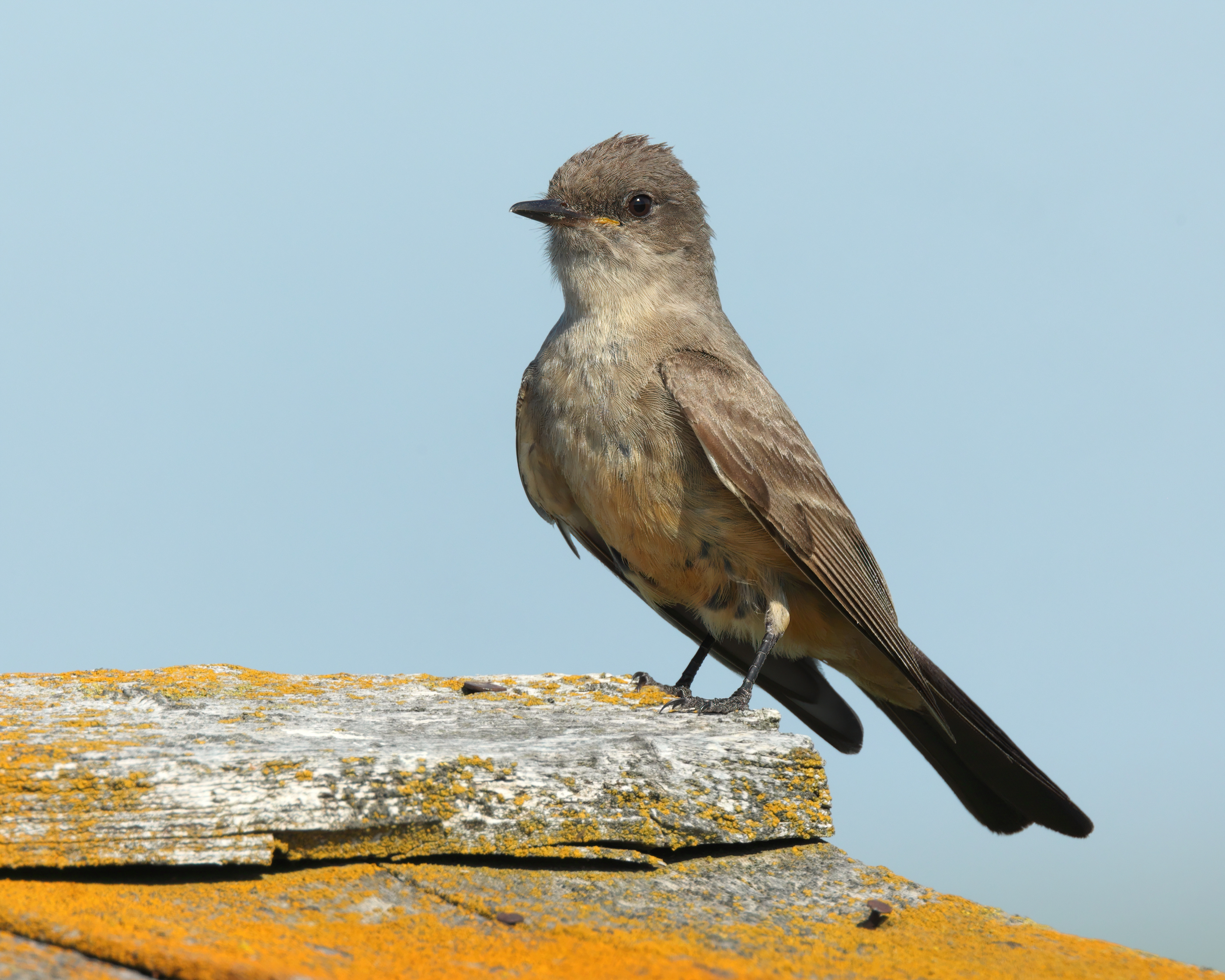
Une moucherolle à ventre roux dans le parc national des Prairies au Canada. Juin 2023.

La moucherolle à ventre roux mesure de 17 à 20 cm de longueur pour une masse comprise entre 21 et 22 grammes,.
Les adultes ont les parties supérieures gris-brunâtre avec le dessous du croupion et le ventre orange-brun. Cette teinte cannelle passe progressivement au gris sur la gorge et le poitrail. Les juvéniles ont des barres alaires cannelle ; les adultes n'en ont pas. La queue est noire, tout comme le bec, les yeux et les pattes.

## Écologie et comportement

### Alimentation

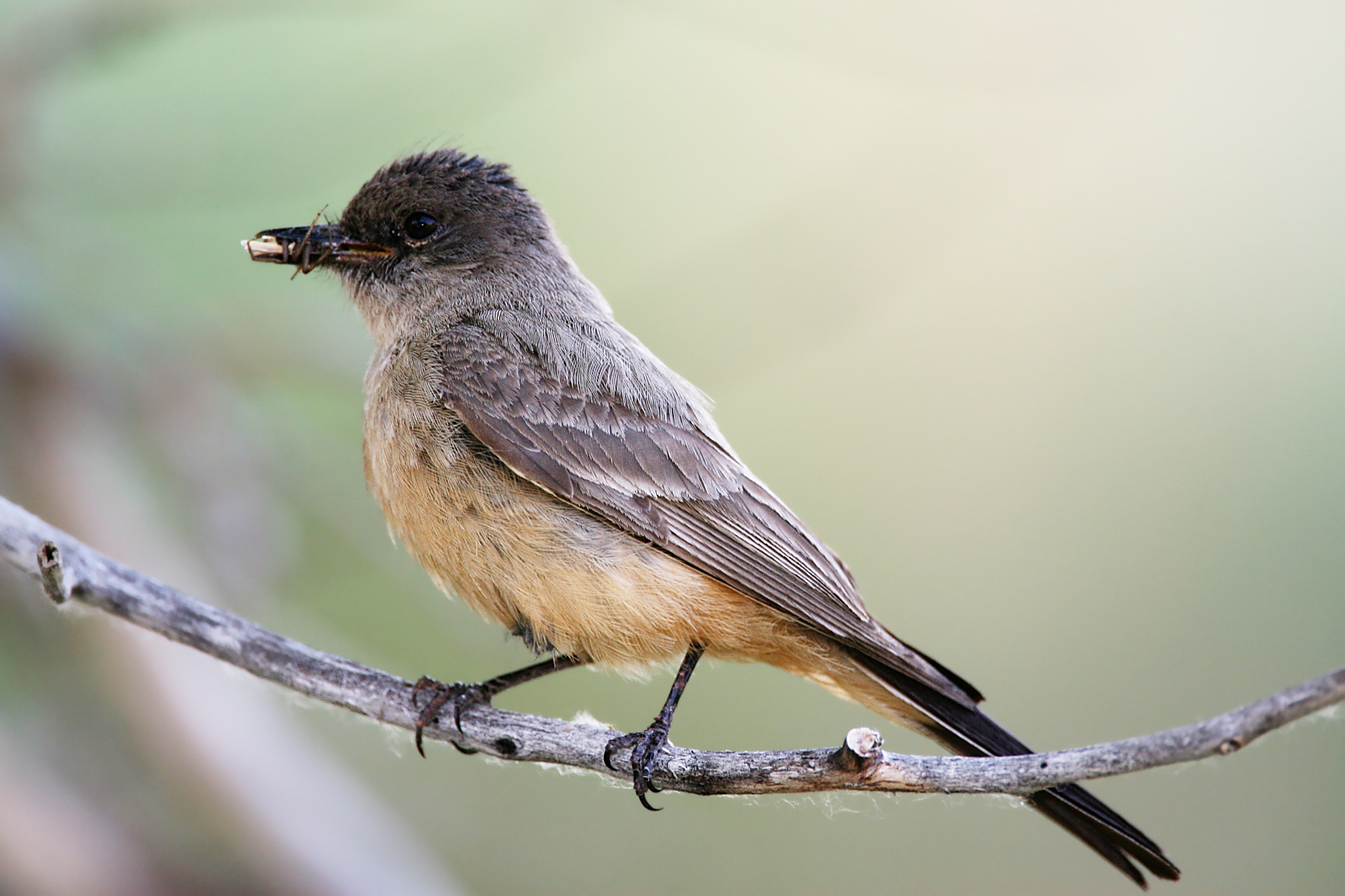
Une moucherolle à ventre roux, une proie dans le bec.

Ces oiseaux attendent perchés sur un arbuste ou un rocher puis décollent pour attraper des insectes repérés en vol, mais prospectent également en planant au-dessus des champs. Ils peuvent aussi consommer certaines baies, par temps froid, quand leurs proies habituelles se font rares,.

### Reproduction
C'est la femelle qui construit le nid, cupulaire et situé dans une cavité naturelle ou pas, ou sur un rebord. C'est également elle qui couvera seule ses 4 ou 5 œufs, blancs et tachés de rougeâtre. L'éclosion a lieu 12 à 15 jours plus tard, et le mâle aide alors sa compagne à s'occuper des jeunes pour le nourrissage. Ceux-ci quitteront le nid au bout de 14 à 16 jours.
Un couple peut avoir une ou deux couvées par saison, réutilisant souvent le même nid.

### Chant
Le chant est un pi-si-you ou pi-you rapide, un peu plaintif. Le cri d'appel un pi-ii, sifflant et descendant,. Souvent cette moucherolle répète inlassablement ces deux vocalisations en les alternant.

## Répartition et habitat

Carte de répartition
Aire de nidification
Voie migratoire
Présent à l'année
Aire d'hivernage

Cet oiseau vit en Amérique du Nord, de l'Alaska et du Yukon, au nord, jusqu'au centre du Mexique au sud. Il fréquente les zones à végétation rare ou peu dense, côtoyant également les zones urbanisées ou agricoles.
Il migre vers le sud du Mexique, sauf les individus vivant au sud de l'aire de répartition, qui sont sédentaires.

## Systématique

### Taxinomie
Le nom spécifique saya rend hommage au naturaliste américain Thomas Say. Les anglophones nomment d'ailleurs l'espèce Say's Phoebe ou moucherolle de Say, traduit en français.

### Sous-espèces
Selon Avibase, deux sous-espèces sont reconnues :
- S. s. saya (Bonaparte, 1825), la sous-espèce type ;
- S. s. quiescens Grinnell, 1926.

S. s. pallidus (Swainson, 1827) et S. s. yukonensis Bishop, 1900 sont considérées comme invalides.

## Menaces et protection
L'effectif de cette espèce est en déclin, probablement à cause de la perte d'habitat qu'elle subit dans ses quartiers d'hiver.

### Source
- (en) Cet article est partiellement ou en totalité issu de l’article de Wikipédia en anglais intitulé « Say's Phoebe » (voir la liste des auteurs).